# Hexadecano
El hexadecano (antiguamente también denominado cetano) es un hidrocarburo de la familia de los alcanos (sin anillos ni enlaces múltiples) cuya fórmula química es C16H34
Su estructura consiste en una cadena lineal de 16 átomos de carbono, con tres hidrógenos unidos a cada uno de los dos carbonos extremos y dos hidrógenos unidos a los restantes 14 átomos de carbono. Presenta 10359 isómeros estructurales.
Naturalmente se ha encontrado en el aceite de pétalo de rosas, el aceite  de pimienta larga Piper longum y de la madera de Manilkara bidentata.
A veces se utiliza «cetano» como abreviatura de «Número de cetano», una medida de la rapidez de ignición de los carburantes.
El cetano, mezclado con aire y sometido a compresión, se autoinflama con mucha facilidad; por esta razón se le asigna un número de cetano de 100, sirviendo como referencia para otras mezclas de carburantes.
Por el contrario tiene uno de los más bajos números de octano, menor que −30. Este comportamiento opuesto entre autoignición (número de cetano) y autoexplosión (número de octano) es común a varias familias de compuestos.